# Associazione Calcio Carpi 1940-1941
Questa pagina raccoglie le informazioni riguardanti l'Associazione Calcio Carpi nelle competizioni ufficiali della stagione 1940-1941.

## Stagione
Nella stagione 1940-41 il Carpi ha disputato il girone E del campionato di Serie C, con 29 punti ha ottenuto il quinto posto in classifica, il campionato è stato vinto dal Prato con 49 punti che gli ha permesso di disputare i gironi finali e di conquistare la Serie B con la Pro Patria, la Fiumana ed il Pescara.

## Rosa
| N. |                   | Ruolo | Calciatore         |
| -- | ----------------- | ----- | ------------------ |
|    | Italia (bandiera) | A     | Fausto Arata       |
|    | Italia (bandiera) | A     | Giancarlo Baroni   |
|    | Italia (bandiera) | A     | Gino Bedoni        |
|    | Italia (bandiera) | A     | Arturo Benelli     |
|    | Italia (bandiera) | C     | Gino Benelli       |
|    | Italia (bandiera) | A     | Ennio Bergonzini   |
|    | Italia (bandiera) | D     | Bruno Carnevali    |
|    | Italia (bandiera) | C     | Ornello Cottafavi  |
|    | Italia (bandiera) | A     | Turriddu Davoli    |
|    | Italia (bandiera) | D     | Angelo Ferrario    |
|    | Italia (bandiera) | C     | Carlo Forghieri    |
|    | Italia (bandiera) | D     | Vivaldo Fornaciari |
|    | Italia (bandiera) | D     | Riccardo Gabbiati  |
|    | Italia (bandiera) | A     | Angelo Garavaglia  |

| N. |                   | Ruolo | Calciatore       |
| -- | ----------------- | ----- | ---------------- |
|    | Italia (bandiera) | C     | Nunzio Gavioli   |
|    | Italia (bandiera) | C     | Ugo Giovanardi   |
|    | Italia (bandiera) | D     | Mario Guandalini |
|    | Italia (bandiera) | A     | Ugo Mamberti     |
|    | Italia (bandiera) | D     | Guido Masserotti |
|    | Italia (bandiera) | A     | Adriano Minelli  |
|    | Italia (bandiera) | A     | Silvio Naldi     |
|    | Italia (bandiera) | C     | Dante Nardi      |
|    | Italia (bandiera) | P     | Piero Pasini     |
|    | Italia (bandiera) | C     | Uber Pirondi     |
|    | Italia (bandiera) | P     | Gino Vandelli    |
|    | Italia (bandiera) | D     | Azio Vellani     |
|    | Italia (bandiera) | D     | Walter Venturi   |
|    | Italia (bandiera) | A     | Bruno Zalateu    |